# Facultad de Filosofía y Letras (Universidad de Buenos Aires)
La Facultad de Filosofía y Letras (FFyL) forma parte de la Universidad de Buenos Aires. Tiene su sede principal en la calle Puán 480, en el barrio porteño de Caballito. Cuenta con más de 15 000 alumnos.

## Historia
El 3 de marzo de 1888 el Consejo Superior de la Universidad de Buenos Aires dictó una resolución por la cual convocaba a la asamblea universitaria para «proponerle la creación de una Facultad de Filosofía y Letras». Sin embargo, el decreto de creación de la Facultad recién fue firmado por el presidente José Evaristo Uriburu el 13 de febrero de 1896, doce años después. En ese mismo decreto, Uriburu designó las primeras autoridades que regirían la nueva institución: Bartolomé Mitre, Bernardo de Irigoyen, Carlos Pellegrini, Rafael Obligado, Pablo Groussac, Ricardo Gutiérrez, Lorenzo Anadón y Joaquín V. González.
En sus primeras sesiones, esta comisión definió trasladar a la nueva Facultad las cátedras de Filosofía e Historia General, de la Facultad de Derecho. También se eligió como primer decano a Pellegrini, que renunció en el acto, quedando electo Lorenzo Anadón. El 27 de mayo de 1896 se sancionó el primer Plan de Estudios, distribuyendo los estudios de la Facultad en cuatro años, constituyendo los tres primeros el período de la licenciatura y el cuarto el doctorado.
La creación de la Facultad de Filosofía y Letras fue un hecho importante en el proceso de inserción de la mujer en la vida universitaria a fines del siglo XIX. En sus inicios permitió a las maestras normales matricularse con el único requisito de su título. En la primera promoción, del año 1901, de un total de nueve graduados, cuatro fueron mujeres: Elvira y Ernestina López, María Atilia Canetti y Ana Mauthe. De las egresadas, se destacó la tesis de Elvira López: El movimiento feminista. La inclusión de las mujeres en la Universidad de Buenos Aires significó la constante lucha por la obtención del sufragio y el derecho a ocupar cargos electos, entre otros aspectos. La pedagoga Adriana Puiggrós se convirtió en 1974 en la primera decana de la historia no sólo de la Facultad de Filosofía y Letras sino de la UBA en general.
Producto de la lucha de las mujeres por sus derechos y de los cambios socioeconómicos, la UBA celebró su segundo centenario con un 63,8 % de egresadas y una fuerte presencia de las mujeres: son el 60,7 % del estudiantado, el 52 % del cuerpo docente y el 34 % de sus autoridades.
Durante la última dictadura cívico-militar argentina, estudiantes, graduados, docentes y no docentes de la Facultad de Filosofía y Letras fueron reprimidos, secuestrados, detenidos, torturados, desaparecidos y/o asesinados de manera sistemática. Se estiman que más de 400 personas fueron víctimas de la represión desatada por el terrorismo de Estado.

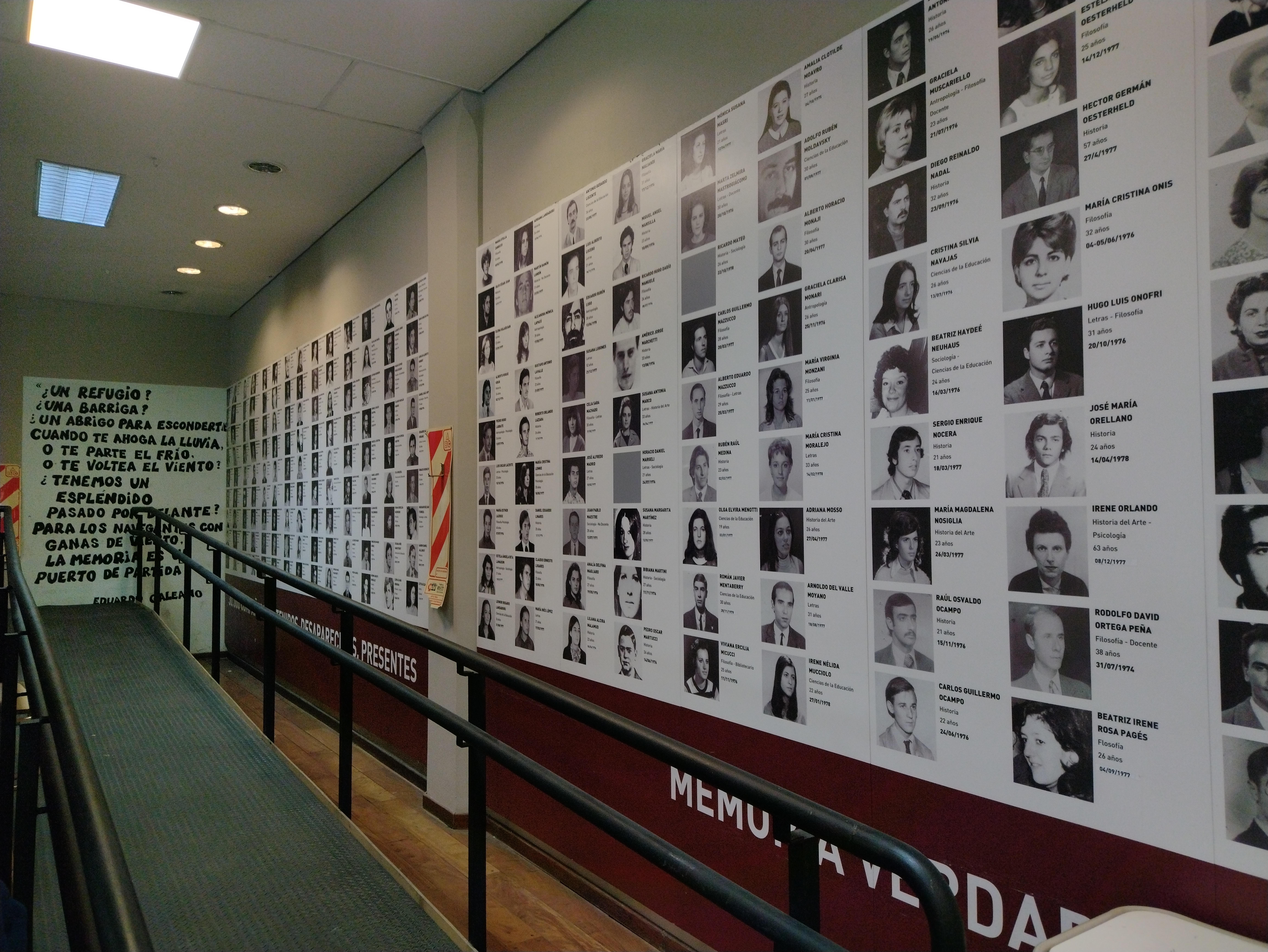
Mural personas detenidas desaparecidas de la Facultad de Filosofía y Letras (UBA) Aula 108

En 2006, la Cátedra Libre de Derechos Humanos de la Facultad de Filosofía y Letras de la UBA  un grupo de docentes, estudiantes y no docentes inició un trabajo que se dedicó al abordaje de la reconstrucción histórica y visibilización de los efectos del período de facto en la facultad. La primera tarea del grupo fue la búsqueda y reconstrucción de la vida de los detenidos desaparecidos de la facultad en su vida académica, laboral, estudiantil y también militante. Primeramente, se investigaron los legajos y documentaciones, tales como fichas de inscripción y el censo de 1977 que se hallan en la facultad, para posteriormente compararlo con el listado de desaparecidos. También se recuperaron volantes, clases, programas, dictámenes, resoluciones, planes de estudio, actas de examen. Esta tarea permitió identificar quiénes habían sido estudiantes, graduados y docentes, así como quienes también habían trabajado en la facultad. En segunda instancia, el grupo de estudio se acercó a amigos, familiares, compañeros, a fin de recopilar testimonios orales y recuperar las memorias y experiencias de los sujetos de estudio en profundidad.
El 6 de mayo de 2011 se representó un mural en el aula de actos de la facultad en memoria de los compañeros desaparecidos y fueron entregadas copias digitalizadas de legajos a familiares y amigos de los mismos. En el mural se hallan representados cada uno de los desaparecidos con su foto (si la hubiere), nombre, carrera, fecha de desaparición y edad al momento de la misma. El resultado de este proyecto fue la creación del Centro de Documentación "Universidad y dictadura", aprobado por el Consejo Directivo.

## Carreras de grado
Las carreras de grado que se dictan en la Facultad de Filosofía y Letras son: 

### Artes
La carrera de Artes (Licenciado en Artes y profesor de Enseñanza Media y Superior en Artes) tiene por objetivo formar profesionales en el estudio de las manifestaciones artísticas, de la historia y de la Teoría del Artes y de las Artes. Consta de tres instancias de formación: el Ciclo Básico Común, el Ciclo de Formación General y el Ciclo de Orientación que se divide en tres ramales: Artes plásticas, Música y Artes Combinadas.

### Bibliotecología y ciencia de la información
La carrera de Bibliotecología y Ciencia de la Información (Diplomado en Bibliotecología y Ciencia de la Información, Profesor en Bibliotecología y Ciencia de la Información y Licenciado en Bibliotecología y Ciencia de la Información, con orientación en Procesamiento de la información; Recursos y servicios de información, Tecnología de la información, Gestión de unidades de información, Archivología o Preservación y conservación) forma individuos en la profesión bibliotecaria para aplicar las tradiciones de la profesión al papel más amplio y fundamental de la información en la sociedad. Cuenta con un título intermedio: Diplomado en Bibliotecología.

### Ciencias antropológicas
Ciencias Antropológicas (Licenciado en Ciencias Antropológicas con orientación arqueológica o sociocultural y profesor de Enseñanza Media y Superior en Ciencias Antropológicas) busca formar graduados con preparación teórica y metodológica, capaces de responder a la problemática sociocultural, tanto en el plano de la investigación como en la aplicación de esos conocimientos a cuestiones prácticas.

### Ciencias de la educación
La carrera de Ciencias de la Educación (Licenciado en Ciencias de la Educación y profesor en Enseñanza Media y Superior en Ciencias de la Educación), forma profesionales, investigadores y docentes en el campo de la Educación. La formación de grado se cumple en tres ciclos. El Ciclo Básico Común, el Ciclo de Formación General y el Ciclo de Formación Focalizado. Este último, está conformado por los orientados Socio-Histórico Cultural; Pedagogía; Educación, Tecnologías y Comunicación; Política y Administración; Didáctica; Psicopedagogía, Psicología y Aprendizaje y Formación docente, Educación y Trabajo.

### Edición
La carrera de Edición (Editor) tiene por objetivo formar profesionales con conocimiento del proceso editorial en su conjunto, de la industria y del comercio de libros, publicaciones periódicas y publicaciones electrónicas y multimedia. Esta carrera consta de dieciocho materias y dos idiomas.

### Filosofía
La carrera de Filosofía (Licenciado en Filosofía y profesor de Enseñanza Media y Superior en Filosofía) tiene por objetivo formar profesionales o graduados capaces de integrarse en distintos sectores del quehacer cultural y científico, aportando las estrategias conceptuales que conocen, para reflexionar sobre los fundamentos de las ciencias, las artes y los fenómenos políticos. Consta de tres instancias de formación: el Ciclo Básico Común, el Ciclo de Formación General y el Ciclo de Orientación. Este último se divide en seis posibilidades: Lógica y Epistemología, Metafísica, Gnoseología, Filosofía Clásica, Filosofía Moderna y Filosofía Práctica.

### Geografía
La carrera de Geografía (Licenciado en Geografía y profesor de Enseñanza Media y Superior en Geografía) forma profesionales con bases teóricas, metodológicas e instrumentales para obtener el título de Licenciado en Geografía y/o Profesor de Enseñanza Media y Superior en Geografía. Consta de cuatro instancias de formación: el Ciclo Básico Común, el Ciclo Introductorio, Ciclo de Orientación y Ciclo de Graduación.

### Historia
La carrera de Historia (Licenciado en Historia y profesor de Enseñanza Media y Superior en Historia) busca formar profesionales proporcionándoles conocimientos y métodos para producir y transmitir una representación del pasado en clave académica. La formación disciplinar apunta tanto al plano docente, como al de la investigación. Consta de tres instancias de formación: el Ciclo Básico Común, el Ciclo de Grado y el Ciclo de Orientación.

### Letras
La carrera de Letras (Licenciado en Letras y profesor de Enseñanza Media y Superior en Letras) busca formar personas capaces de intervenir en todos los ámbitos de la sociedad que ponen en juego saberes acerca del lenguaje y la literatura. Consta de tres instancias de formación: el Ciclo Básico Común, el Ciclo de Formación General y el Ciclo de Orientación.

## Secretarías

### Posgrado
La Secretaría de Posgrado planifica y coordina doctorados, maestrías, carreras de especialización y programas de actualización en disciplinas humanas y sociales, carreras en las que cursan todos los años unos 2000 estudiantes del país y el extranjero. Lleva adelante, asimismo, un programa de posdoctorado, e incluye entre sus actividades conferencias, charlas y cursos. El cuerpo docente está integrado por docentes e investigadores de la Facultad y por docentes e investigadores invitados.
Las carreras de especialización, doctorados y maestría, están acreditadas o se encuentran en proceso de acreditación por la CONEAU.

#### Doctorados
La Facultad de Filosofía y Letras de la Universidad de Buenos Aires tiene doce doctorados que se distribuyen en Humanidades y Ciencias Sociales. En su mayoría están acreditados y categorizados por la CONEAU. El doctorado es personalizado, lo cual significa que una Comisión de Doctorado ajusta los requerimientos que debe cumplir el doctorando, la evaluación de sus antecedentes y proyecto de investigación. La oferta de seminarios es variable, se articula por áreas temáticas y procura satisfacer las diversas necesidades de los doctorandos en actividad.
La tarea fundamental de un candidato al doctorado es la realización de un trabajo que signifique una contribución original al conocimiento de la especialización científica y tecnológica elegida. El plan de estudios del doctorado de la UBA es personalizado y tiene un plazo máximo de duración de 6 años con posibilidad de ampliación a 2 años más por única vez. Al graduado se le extiende un diploma oficial de doctor de la Universidad de Buenos Aires.

#### Posdoctorado
El Programa de Posdoctorado de la Facultad de Filosofía y Letras de la UBA está destinado a doctores universitarios y consiste en el desarrollo de una investigación, cuyo resultado debe ser la publicación de un artículo con referato y la presentación de un informe del cumplimiento de las tareas previstas en el plan. Las postulaciones son evaluadas por una Comisión de Posdoctorado integrada por docentes investigadores con gran trayectoria en la Facultad en las distintas disciplinas. Las actividades posdoctorales se realizan bajo la supervisión de un director que supervisa las tareas realizadas por su posdoctorando. El programa puede extenderse por un período de 6 meses a 2 años, y una vez finalizado, la Facultad otorgará una certificación de los estudios realizados en la misma.
Podrán formar parte del Programa de Posdoctorado en Ciencias Humanas y Sociales, los doctores de esta Universidad, de otras universidades nacionales, de universidades privadas y de universidades extranjeras. y los candidatos deberán presentar un curriculum vitae y un plan de trabajo posdoctoral, que deberá incluirse en el marco de un programa o proyecto de investigación, con lugar de trabajo en esta Facultad.

#### Maestrías
Las maestrías tienen por objeto proporcionar una formación académica y/o profesional, profundizando el conocimiento teórico, metodológico, tecnológico, de gestión o artístico en el ámbito de una disciplina o área interdisciplinaria o de un campo profesional o multiprofesional. La duración mínima de una maestría de la UBA es de 704 horas equivalentes a 44 créditos. Al graduado se le extiende un diploma oficial de magíster de la Universidad de Buenos Aires. Asimismo, las maestrías pueden ser de dos tipos: académica o profesional.

### Transferencia, Relaciones Interinstitucionales e Internacionales
La Secretaría de Transferencia, Relaciones Interinstitucionales e Internacionales fue creada a inicios de 2014 con el propósito de incrementar la participación y jerarquización de la Facultad en el proceso de internacionalización de la educación superior.
El área se enfoca en fortalecer las posibilidades de movilidad académica para estudiantes en programas de grado y posgrado, egresados, profesores e investigadores, además de diversificar la gama de oportunidades académicas que la Facultad ofrece en el extranjero. Esto se materializa a través de la colaboración en proyectos internacionales y la promoción de los convenios ya establecidos. También, se imparten cursos dirigidos al público en general, cubriendo una amplia variedad de temas vinculados con las áreas de estudio y los campos de investigación que están en desarrollo en la institución.
Teniendo en cuenta esto, el Consejo Directivo de la Facultad, en la Resolución (CD) N° 1943/2019, estableció el Registro de Redes Académicas y el mecanismo para solicitar el reconocimiento institucional de la participación en dichas Redes por la Facultad. Las Redes académicas representan formas innovadoras de intercambio académico altamente especializado entre colectivos afiliados a instituciones nacionales o internacionales. Estas redes se estructuran principalmente con la intención colaborativa de intercambiar periódicamente ideas teórico-metodológicas y logros académicos. Asimismo, se enfocan en crear oportunidades de movilidad y en establecer conexiones activas con comunidades externas al ámbito universitario. En este sentido, la Facultad cuenta con convenios con diferentes casas de estudio de países de todo el mundo como Brasil, México, China y Alemania.

#### China
El gobierno de la República Argentina y el de la República Popular China establecieron varios acuerdos durante la visita del presidente Mauricio Macri a China entre el 14 y el 18 de mayo de 2017, entre los cuales se destacan el Plan de Acción Conjunta (2019-2023) y el Memorándum de Entendimiento. Por lo tanto, salen unas becas especialmente destinadas a ciudadanos chinos, las cuales se publican en el sitio web de China Scholarship Council y en el del Ministerio de Educación de la República Argentina, lo que permite el intercambio de los estudiantes chinos en la Facultad.

### Subsecretaría de Publicaciones

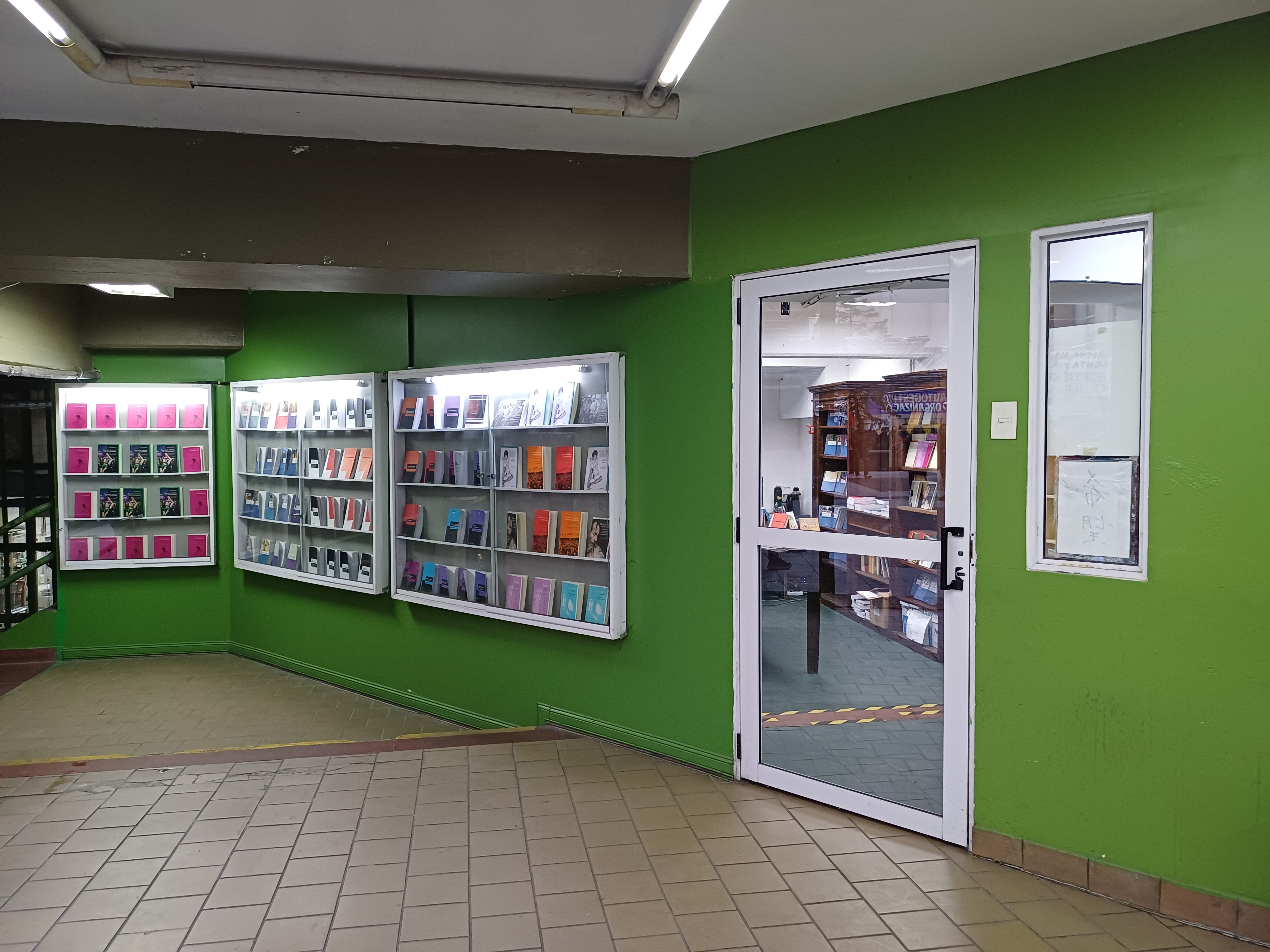
Oficina de Publicaciones Puan 470 Facultad de Filosofía y Letras (UBA)

La Subsecretaría de Publicaciones es responsable del desarrollo de las publicaciones de la Facultad de Filosofía y Letras. Tiene como objetivo difundir la producción científica, académica y cultural de la Facultad, así como promover el acceso al conocimiento y los bienes culturales. El Consejo Editor se encarga, periódicamente, de planificar, gestionar, producir y distribuir las publicaciones.
Entre sus publicaciones figuran:
- Materiales de estudio de todos los niveles y espacios de enseñanza de la Facultad, incluyendo los idiomas;
- Difusión de investigaciones realizadas en revistas científicas, libros, series monográficas, actas de congresos y jornadas, etc.;
- Material de promoción de actividades, como afiches, volantes, invitaciones, etc.;
- Documentación y papelería de uso interno, como planillas, formularios, exámenes, etc.;
- Difusión de los resultados de las actividades de extensión;
- Publicaciones del ámbito de humanidades, que incluye tanto ediciones periódicas como colecciones de libros y coediciones varias.[35]

Actualmente cuenta con dos centros de distribución, uno ubicado en la planta baja de la sede Puán y otro ubicado en el Centro Universitario Tilcara.

### Otras secretarias
La Facultad de Filosofía y Letras también cuenta con otras secretarías, tales como Asuntos Académicos, Secretaria de Extensión y Bienestar estudiantil. Investigación e Infraestructura y hábitat.

## Institutos de investigación
Los Institutos de investigación constituyen unidades académicas que pueden presentar un carácter disciplinario o interdisciplinario y dependen del decano de esta facultad. Estos 23 institutos son coordinados por la Secretaría de Investigación y tienen como objetivo principal el desarrollo de investigaciones y la producción de conocimientos, así como la formación de investigadores y docentes. Entre sus objetivos está la divulgación de sus investigaciones mediante la participación en conferencias, congresos y la publicación de revistas científicas. Así como la preservación de fondos bibliográficos, fotográficos, museológicos y de archivos.

### Instituto Interdisciplinario de Tilcara
Creado en 1972 con el fin de convertirse en un centro de producción científica interdisciplinaria centrada en la región del Noroeste de Argentina. Cuenta con una Reserva Arqueológica donde se llevan a cabo labores de conservación preventiva y actividades conjuntas con investigadores y estudiantes interesados en la colección. La Biblioteca “Rebeca Molinelli Wells de Márquez Miranda”, fue creada en 1967 a partir de las donaciones realizadas por los arqueólogos; Ambrosetti, Debenedetti, Casanova y Márquez Miranda.

### Instituto Interdisciplinario de Estudios de Género
En 1997, el Área Interdisciplinaria de Estudios de la Mujer, establecida con el objetivo de fomentar y coordinar investigaciones científicas sobre la mujer en diversas disciplinas dentro de la facultad, amplia su alcance de estudio y cambia su nombre a Instituto Interdisciplinario de Estudios de Género. En 2000, Dora Barrancos asumió su dirección a través de un concurso de antecedentes. Posteriormente, Nora Domínguez la sucedió en 2010, seguida por Mónica Tarducci en 2017.
Desde 1995 publica la Revista Mora, que se caracteriza por su tendencia interdisciplinaria en el campo de los estudios de las mujeres, de género y del feminismo. Su biblioteca posee más de 2300 ejemplares relacionados con las áreas de teoría feminista, historia de las mujeres, educación, crítica literaria y cinematográfica, filosofía, antropología.

### Instituto de Literatura Argentina "Ricardo Rojas"
El 2 de mayo de 1922 el entonces decano de la facultad Ricardo Rojas funda a esta institución bajo el nombre de Instituto de Literatura Argentina con el objetivo de legitimar el estudio y la producción literaria nacional. Posteriormente, en el año 1959, el instituto es rebautizado como Instituto de Literatura Argentina “Ricardo Rojas”.
Durante los cien años de su existencia, se ha encargado de preservar la documentación correspondiente a los intereses del espacio literario argentino. En la actualidad el instituto está dirigido por Alejandra Laera y lleva a cabo actividades de investigación académica.
También, lleva a cabo una serie de publicaciones entre las cuales destacan Hipótesis y Discusiones, una colección de artículos de crítica literaria nacional y la revista El Matadero. Revista crítica de la literatura argentina.

### Otros institutos
- Instituto de Artes del Espectáculo "Dr. Raúl H. Castagnino"
- Instituto de Arqueología
- Instituto de Ciencias Antropológicas
- Instituto de Investigaciones en Ciencias de la Educación
- Instituto de Filología Clásica
- Instituto de Filosofía “Doctor Alejandro Korn”
- Instituto de Lingüística
- Instituto de Teoría e Historia del Arte “Julio E. Payró”
- Instituto de Filología y Literaturas Hispánicas “Doctor Amado Alonso”
- Instituto del Museo Etnográfico Juan B. Ambrosetti
- Instituto Interdisciplinario de Estudios e Investigaciones de América Latina
- Instituto de Historia Antigua y Medieval "Profesor José Luis Romero"
- Instituto de Historia Argentina y Americana "Dr. Emilio Ravignani"
- Instituto de Historia de España: "Claudio Sánchez-Albornoz"
- Instituto de Literatura Hispanoamericana
- Instituto de Geografía “Romualdo Ardissone”
- Instituto de Investigaciones Bibliotecológicas
- Instituto de Historia del Arte Argentino y Latinoamericano
- Instituto de Historia Antigua Oriental “Dr. Abraham Rosenvasser”

## Sedes

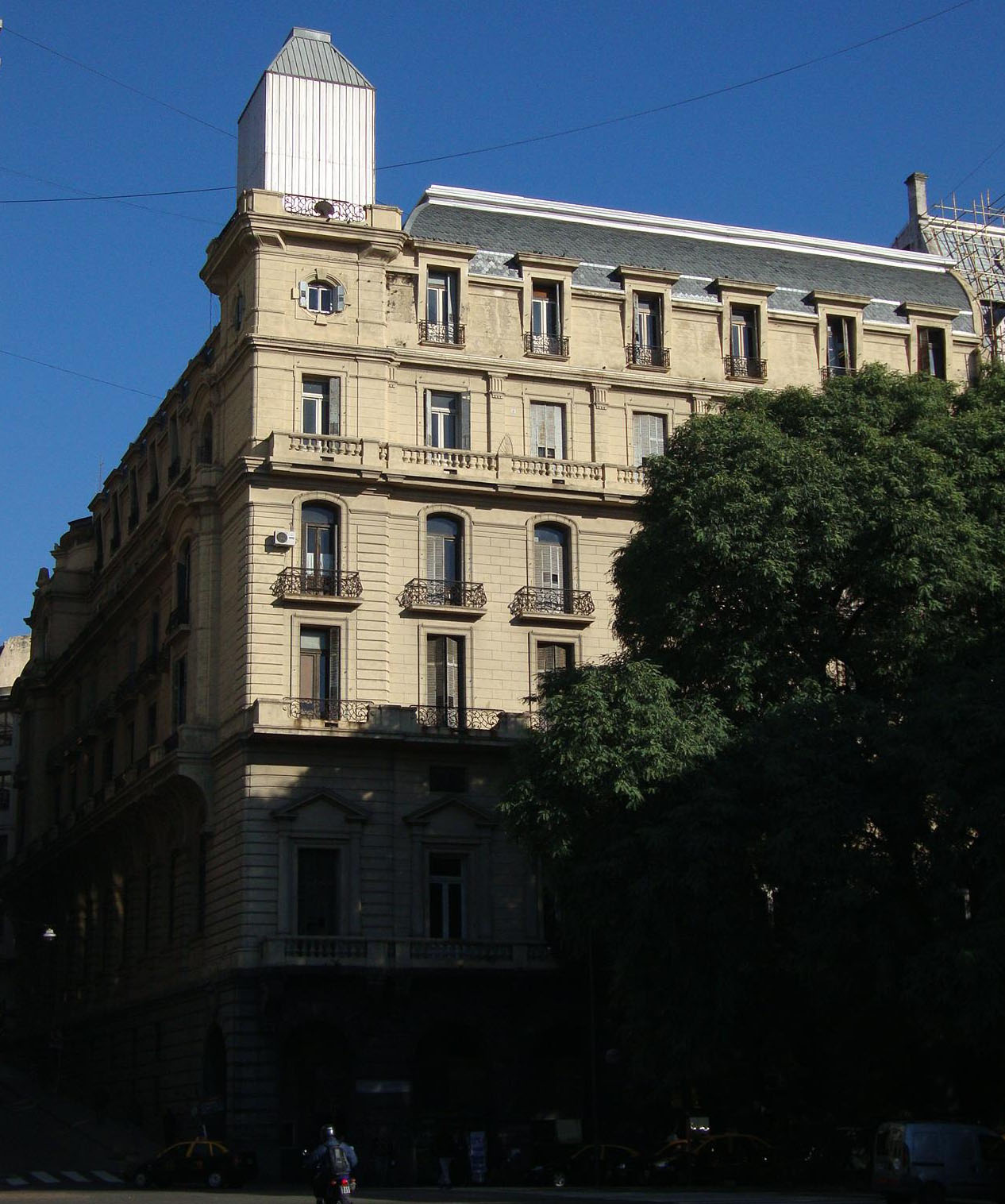
Sede en 25 de Mayo 221 (antes Palace Hotel).

Aunque fue fundada ya a fines del siglo XIX, la misma Universidad de Buenos Aires reconoce que la de Filosofía y Letras es su facultad más perjudicada en cuanto a los edificios que le fueron asignados a lo largo de su historia.

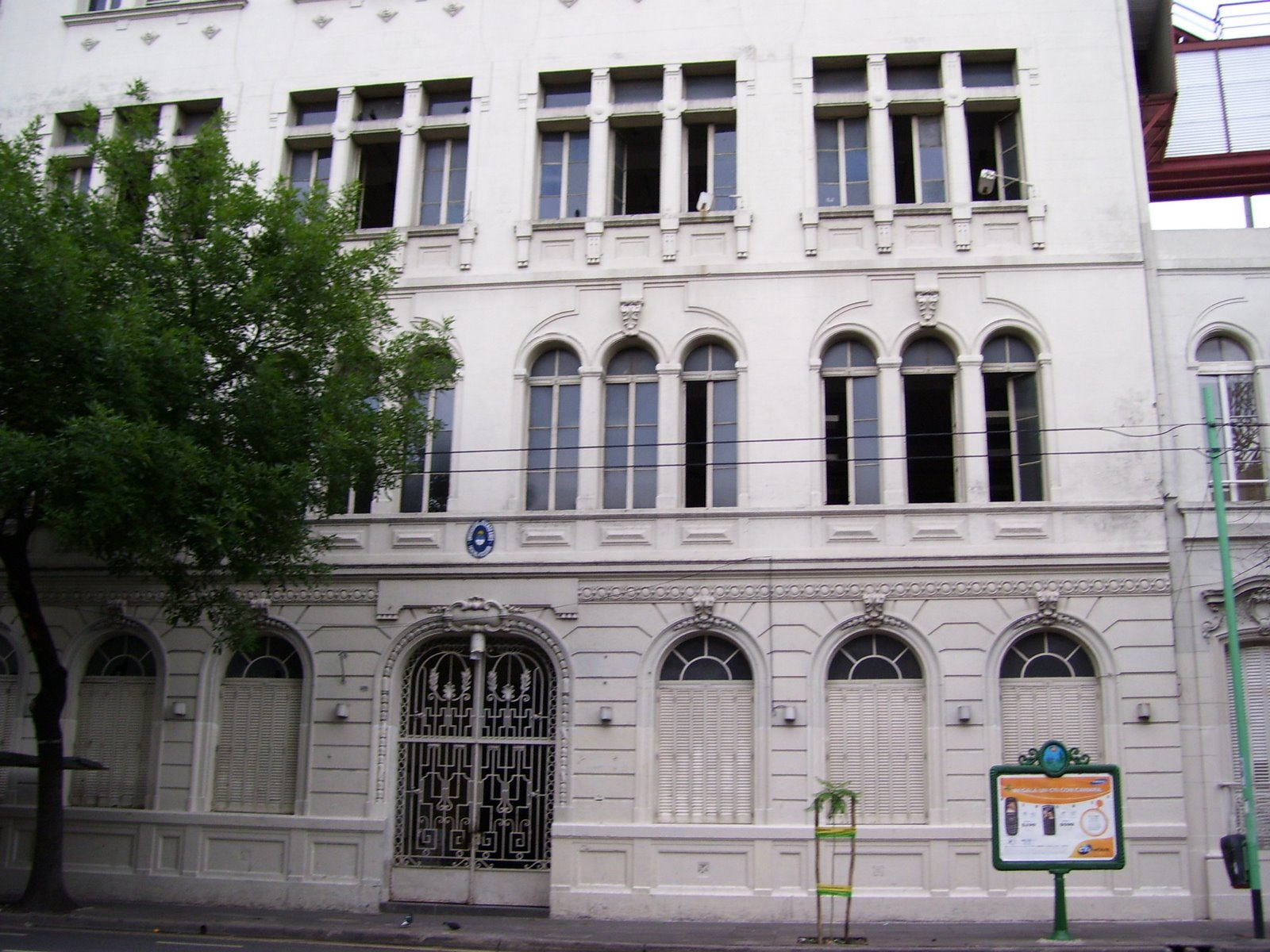
Av. Independencia 3065, más tarde sede de Psicología

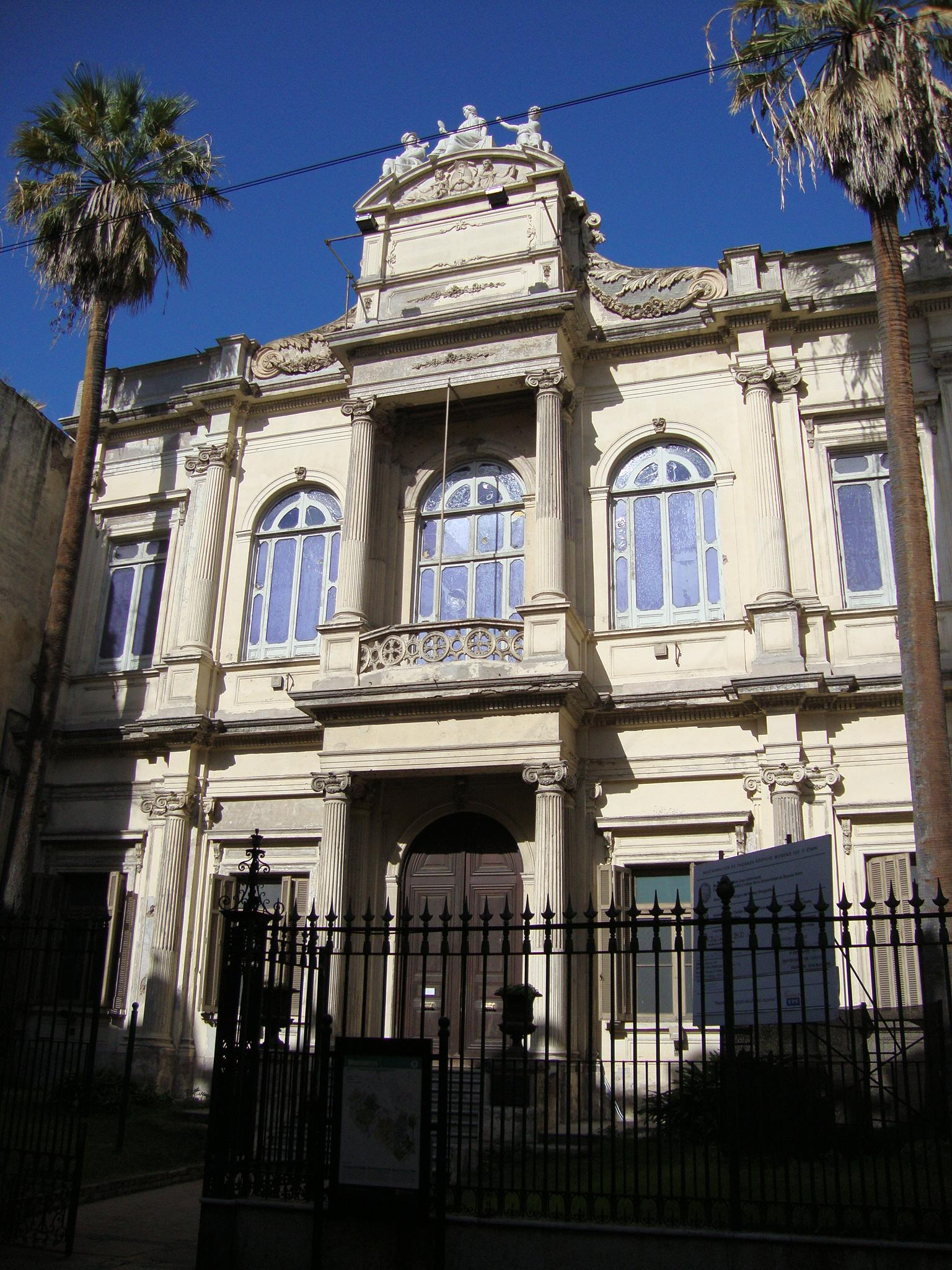
Museo Etnográfico "Juan Ambrosetti"

En un comienzo, compartió con el Rectorado de la Universidad los edificios que se encuentran en Viamonte 430/444 (construido originalmente como residencia particular por el ingeniero Emilio Agrelo, en 1891) y Reconquista 694 (antes Residencia de Darío Anasagasti). Con el paso de los años y su consecuente crecimiento, tuvo que ir desperdigando sus dependencias y aulas en espacios de otras partes de la UBA: distintas Facultades, un sector del Colegio Nacional de Buenos Aires, dos pisos en la exsede del IAPI (Florida 656) y un sector del viejo edificio del Hospital de Clínicas adonde se instaló el Departamento de Letras.
Recién en 1962, la Facultad de Filosofía y Letras tuvo sede propia, en Avenida Independencia 3065, un edificio que había sido construido como Asilo "Dulce Nombre de Jesús" por la orden de los dominicos en 1913, adonde se instalaron las dependencias de todas sus carreras. Antes había funcionado en él, desde 1957, la Facultad de Arquitectura. También recibió, unos años después, el edificio del antiguo Palace Hotel, en Cangallo (hoy Juan D. Perón) y 25 de Mayo, que por esa época era propiedad del Poder Ejecutivo, y adonde se instalaron muchos de los Institutos que dependen de ella. En la actualidad, la Facultad conserva este edificio del año 1906, donde funcionan diversos institutos de investigación y una de las sedes del Laboratorio de Idiomas.
Si bien en 1973 el gobierno peronista remodeló el antiguo Hospital de Clínicas de avenida Córdoba y Junín para que funcionara definitivamente como Facultad de Filosofía y Letras, la dictadura que comenzó en 1976 definió poco después la demolición del conjunto de pabellones para inaugurar la Plaza Houssay en 1980. El breve gobierno peronista había llegado a planear en 1974 una sede definitiva para Filosofía y Letras que ocuparía un terreno dentro de los amplios predios de Agronomía, en Avenida de los Constituyentes y Beiró, pero su rápida caída dejó el proyecto en los papeles.

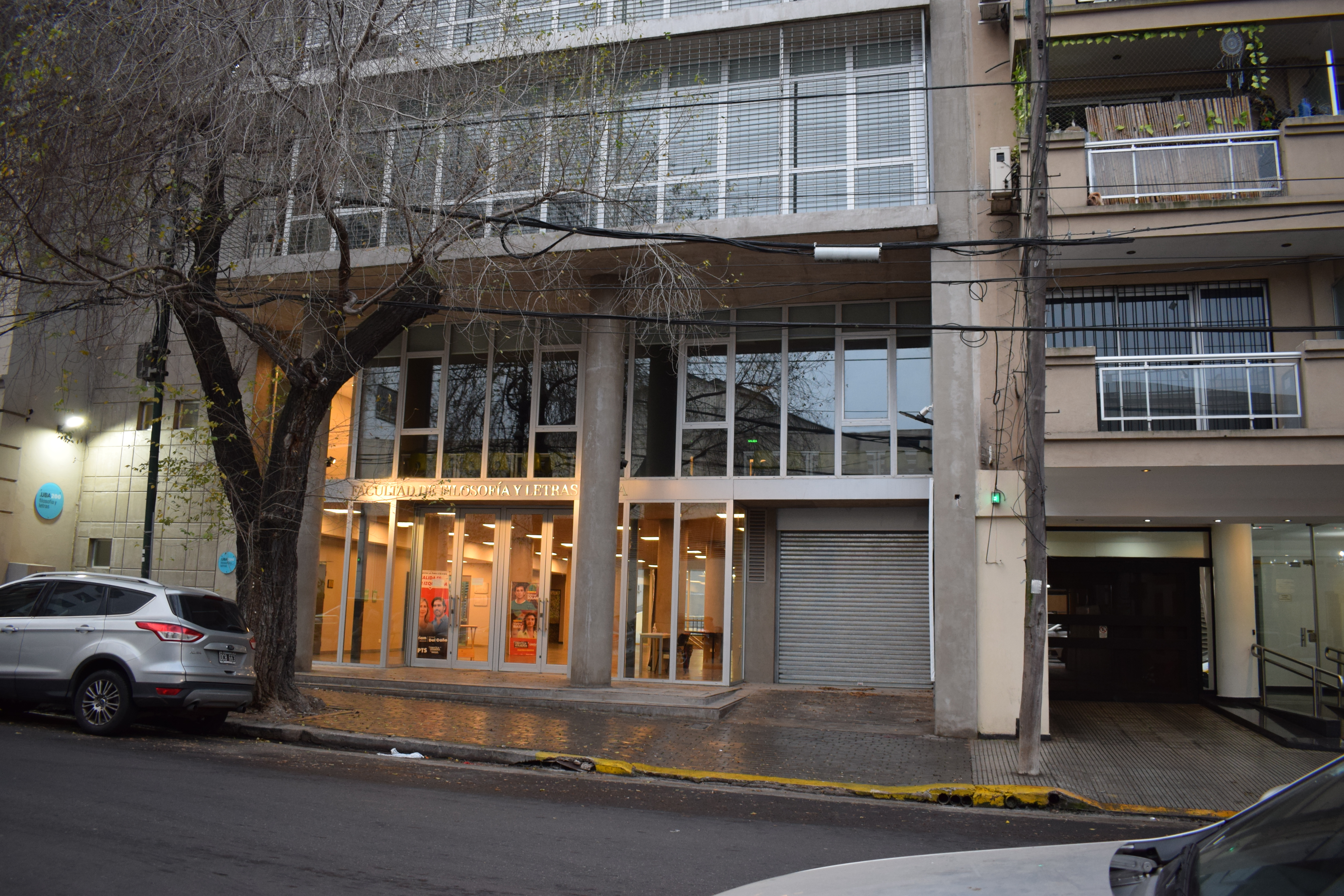
Edificio anexo de la Facultad de Filosofía y Letras - Universidad De Buenos Aires

Luego de la creación de las Facultades de Psicología y de Ciencias Sociales (desmembradas de Filosofía y Letras), en 1988 la FFyL recibió el edificio de la exfábrica y oficinas de la tabacalera Nobleza Piccardo, en Puán 480. Allí se trasladó, y allí funciona hasta el día de hoy.
En 2022, se inauguró el edificio anexo ubicado en la calle José Bonifacio. Este nuevo espacio consistió en la construcción de un edificio anexo al existente de 6575 m2. Cuenta con una planta baja, un patio descubierto de 550 m2, acceso vehicular y peatonal, un subsuelo que ocupa la totalidad del terreno, sectores de servicio, SUM comedor, mini auditorio y depósitos. Asimismo, posee 9 pisos compuestos por aulas, institutos de Investigación, una biblioteca, una guardería, un SUM en el 9° y una terraza descubierta.
La facultad es también una de las sedes del CBC (ciclo básico común). Se puede cursar el CBC en dicha sede para todas las carreras de grado, exceptuando las pertenecientes a las orientaciones de Ciencias Biológicas y de la Salud y Ciencias Exactas, Tecnología y Diseño (con excepción de las carreras de Psicología y Terapia Ocupacional).

## Lista de decanos
| N.º | Decano                           | Vicedecano                                                                                  | Período                                          | Observaciones                               |
| --- | -------------------------------- | ------------------------------------------------------------------------------------------- | ------------------------------------------------ | ------------------------------------------- |
| 1   | Lorenzo Anadón                   | (Cargo inexistente hasta 1906)                                                              | (1896-1900)                                      |                                             |
| 2   | Miguel Cané                      | (Cargo inexistente hasta 1906)                                                              | (1900-1904)                                      |                                             |
| 3   | Norberto Piñero                  | (Cargo inexistente hasta 1906)                                                              | (1904 -1906)                                     |                                             |
| 4   | José Nicolás Matienzo            |                                                                                             | (1906-1912)                                      |                                             |
| 5   | Norberto Piñero                  |                                                                                             | (1912-1913)                                      |                                             |
| 6   | Rodolfo Rivarola                 |                                                                                             | (1913-1918)                                      |                                             |
| 7   | Juan Agustín García              |                                                                                             | 1918                                             | Delegado interventor                        |
| 8   | Alejandro Korn                   |                                                                                             | (1918-1921)                                      |                                             |
| 9   | Ricardo Rojas                    |                                                                                             | (1921-1924)                                      |                                             |
| 10  | Coriolano Alberini               |                                                                                             | (1924-1927)                                      | Primer decano egresado de la Facultad       |
| 11  | Emilio Ravignani                 | Alfredo Franceschi                                                                          | (1927- marzo de 1931)                            |                                             |
| 12  | Carlos Obligado                  |                                                                                             | (marzo de 1931-mayo de 1931)                     | Delegado interventor                        |
| 13  | Coriolano Alberini               |                                                                                             | (mayo de 1931-abril de 1932)                     | Decano normalizador                         |
| 14  | Alfredo Franceschi               |                                                                                             | (abril de 1932–1936)                             | Decano normalizador                         |
| 15  | Coriolano Alberini               |                                                                                             | (1936-1940)                                      |                                             |
| 16  | Emilio Ravignani                 | Enrique François                                                                            | (1940-1943)                                      |                                             |
| 17  | Carlos Obligado                  |                                                                                             | (Noviembre de 1943-1944)                         | Delegado interventor                        |
| 18  | Enrique François.                |                                                                                             | 1944.                                            | Delegado interventor                        |
| 19  | José Oría                        |                                                                                             | 1944.                                            | Delegado interventor                        |
| 20  | José A. Oria                     | Alberto Freixas                                                                             | (1945-1946)                                      | Decano electo (en 1946 lo expulsan de FFyL) |
| 21  | Enrique Francois                 |                                                                                             | (1946-1950)                                      | Delegado interventor                        |
| 22  | Federico A. Daus                 | Francisco Nóvoa                                                                             | (1950–1952)                                      |                                             |
| 23  | Antonio Ernesto Serrano Redonnet | Miguel Ángel Visaroso                                                                       | (1952-1955)                                      |                                             |
| 24  | Alberto Mario Salas              |                                                                                             | (4 de octubre de 1955–noviembre de 1957)         | Delegado interventor                        |
| 25  | Risieri Frondizi                 | Marcos Morínigo                                                                             | 1 de noviembre de 1957.                          |                                             |
| 26  | Marcos Morínigo                  |                                                                                             | (1 de noviembre de 1957-marzo de 1961)           |                                             |
| 27  | José María Monner Sans           |                                                                                             | (Marzo de 1961-1962).                            |                                             |
| 28  | José Luis Romero                 | Luis Aznar                                                                                  | (1962-11 de noviembre de 1965)                   |                                             |
| 29  | Luis Aznar                       |                                                                                             | (11 de noviembre de 1965-julio 1966)             |                                             |
| 30  | Horacio Difrieri                 |                                                                                             | (julio 1966-1968)                                |                                             |
| 31  | Juan Albino Herrera              |                                                                                             | (1968–1969)                                      |                                             |
| 32  | Ángel Castellán                  |                                                                                             | (1969-1971)                                      | Decano                                      |
| 33  | Antonio Ernesto Serrano Redonnet |                                                                                             | (1971-1973)                                      | Decano                                      |
| 34  | Justino O'Farrell                |                                                                                             | (marzo 1973-abril 1974)                          | Decano                                      |
| 35  | Adriana Puiggros                 |                                                                                             | (abril 1974–septiembre 1974)                     | Decana                                      |
| 36  | Raúl Sánchez Abelenda            |                                                                                             | (14 de noviembre de 1974-24 de marzo de 1976)    | Interventor                                 |
| 37  | Ángel José Battistessa           |                                                                                             | (marzo 1976-octubre de 1976)                     | Decano interventor                          |
| 38  | Arturo Berenguer Carisomo        |                                                                                             | (21 de octubre de 1976-11 de mayo de 1981)       | Decano interventor                          |
| 39  | Horacio Difrieri                 | Gerardo Pages (7 de octubre de 1981-24 de marzo de 1982)                                    | (3 de junio de 1981-24 de marzo de 1982)         | Decano interventor                          |
| 40  | José Santos Gollán               | Gerardo Pages (21 de abril de 1982-1983)                                                    | (24 de marzo de 1982-1983)                       | Decano interventor                          |
| 41  | Antonio Ernesto Serrano Redonnet |                                                                                             | 1983.                                            | Decano interventor                          |
| 42  | Norberto Rodríguez Bustamante    |                                                                                             | 1984.                                            | Decano normalizador                         |
| 43  | Norberto Rodríguez Bustamante    | Lic Carlos A. Herran                                                                        | (1985-1990)                                      | Decano                                      |
| 44  | Luis A. Yanes                    | Edith Litwin                                                                                | (1990-1994)                                      |                                             |
| 45  | Luis A. Yanes                    | José Emilio Burucúa                                                                         | (1994-1998)                                      |                                             |
| 46  | Francisco Carnese                | Susana Romanos de Tiratel (diciembre de 1998-8 de junio de 1999)                            | (1998-2002)                                      |                                             |
| 46  | Francisco Carnese                | Marta Souto de Asch (8 de junio de 1999-2002)                                               | (1998-2002)                                      |                                             |
| 47  | Félix Schuster                   | Hugo Trinchero                                                                              | (2002-2005)                                      |                                             |
| 48  | Hugo Trinchero                   | Ana María Zubieta (21 de diciembre de 2005-2011); Leonor Acuña (2011-15 de octubre de 2013) | (21 de diciembre de 2005-15 de octubre de 2013)  |                                             |
| 49  | Graciela Morgade                 | Américo Cristófalo                                                                          | (15 de octubre de 2013 -19 de diciembre de 2019) |                                             |
| 50  | Américo Cristófalo               | Ricardo Manetti                                                                             | (19 de diciembre de 2019-2 de agosto de 2022)    |                                             |
| 51  | Ricardo Manetti                  | Graciela Morgade                                                                            | (2 de agosto de 2022-actualidad)                 |                                             |

## Biblioteca

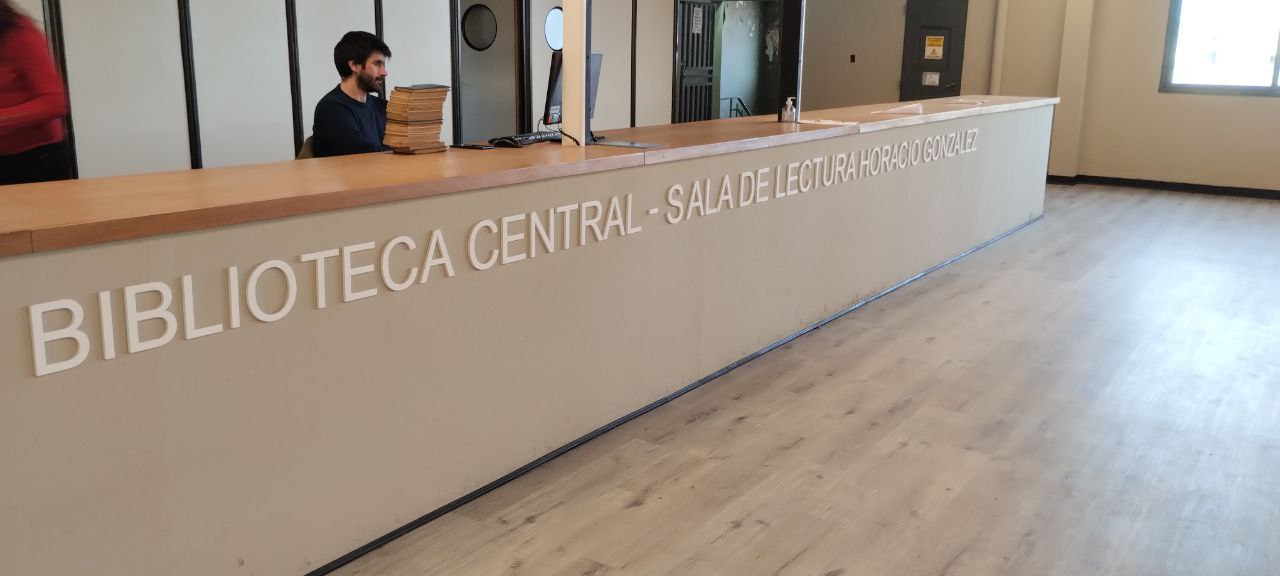
Sector de referencia de la sala de lectura de la Facultad de Filosofía y Letras de la UBA.

La Biblioteca Central de la Facultad de Filosofía y Letras Augusto Raúl Cortazar se encuentra ubicada en el subsuelo de la Facultad de Filosofía y Letras de la Universidad de Buenos Aires. Con alrededor de 392 000 volúmenes (más de 800 000 si se tienen en consideración las colecciones de los Institutos de Investigación de ella dependientes) se encuentra en posesión de una de las colecciones más importantes de América Latina en lo que a Humanidades y Ciencias Sociales se refiere, tanto en cantidad como en calidad. De la biblioteca central dependen las 20 bibliotecas especializadas de los Institutos de Investigación, el Museo Etnográfico y la Biblioteca del Instituto Interdisciplinario de Tilcara.
Además, en línea con la Ley argentina 26.899, que exige a toda institución pública del Sistema Nacional de Ciencia, Tecnología e Innovación (SNCTI) y que reciben financiamiento del Estado nacional la creación de un repositorio digital de acceso abierto, la Biblioteca con el suyo propio, llamado Filo:Digital. El objetivo de este repositorio digital es el de promover la difusión y preservar la producción intelectual de aquellos individuos que forman parte de esta institución, incluyendo, entre otros, tesis de grado, posgrado (especializaciones, maestrías y doctorados) y artículos de revistas.

## Museos
Los museos que dependen de la facultad son dos. El primero es el Museo Etnográfico "Juan Bautista Ambrosetti", ubicado en Moreno 350. Fundado en 1904, la finalidad del museo es estudiar el patrimonio arqueológico de la Argentina. En un primer momento se ubicaba en el sótano de la Facultad de Filosofía y Letras cuando esta estaba ubicada en Viamonte 430. Esta antigua construcción fue proyectada por Pedro Benoit para la Facultad de Derecho, a fines del siglo XIX. Cuando Derecho se instaló definitivamente en el nuevo edificio neogótico de Avenida Las Heras (hoy sede de la Facultad de Ingeniería), la Universidad cedió a Filosofía y Letras la sede de Moreno 350.
Además de su presencia en Buenos Aires, la Facultad de Filosofía y Letras cuenta con el Centro Universitario Tilcara “Dr. Fernando Márquez Miranda” en la ciudad de Tilcara en Jujuy, del que depende el Museo Arqueológico “Dr. Eduardo Casanova”. Al museo lo completan el Pucará de Tilcara y el Jardín Botánico de Altura. La actividad de esta sede está ligada principalmente a la arqueología y la antropología de las comunidades nativas del noroeste argentino, como también a la divulgación de los hallazgos.

## Coro

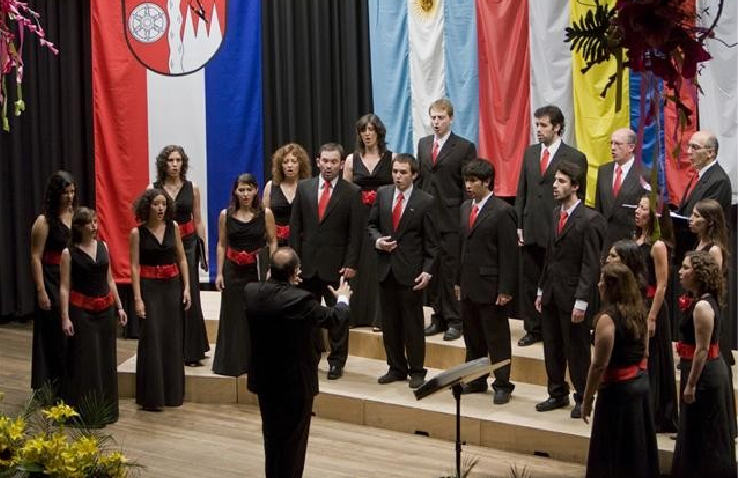
CoroFyL durante su presentación en la 8.ª Competencia Internacional de Coros de Elsenfeld, Alemania, en 2010. Donde obtuvo un diploma de Bronce.

La agrupación de canto coral de la Facultad de Filosofía y Letras surge en 1998 con la dirección de Andrea Pensado y desde 2002 Andrés Aciar se ha hecho cargo de la dirección y preparación vocal.

### Presentaciones
En 2016, realizó un concierto en el Museo de la Historia del Traje.
El 24 de noviembre de 2020, la Universidad de Quilmes en conjunto con el Programa de Cultura de la Secretaría de Extensión Universitaria organizaron el “Encuentro Coral UNQ” transmitido por UNQtv en el cual participó el coro. Fue el primer encuentro coral realizado de forma virtual a raíz de la pandemia mundial de Covid-19.
El 26 de noviembre de 2022, participó del evento “Perón Canta” organizado por la Secretaría de Educación, Cultura y Deportes en conmemoración del aniversario del Municipio de Presidente Perón.

### Premios y distinciones
En 2010 fue elegido para representar a la Argentina. El coro fue seleccionado, entre 40 candidaturas de 21 países, como uno de los 6 finalistas en la 8.ª edición de la Competencia Internacional de Coros de Elsenfeld, Alemania. Con un puntaje de 18 puntos sobre 25 posibles, el coro se hizo acreedor del diploma de bronce.

## Película
Puán es una comedia dirigida por María Alché y Benjamín Naishtat, y protagonizada por Leonardo Sbaraglia y Marcelo Subiotto que se encuentra situada en la Facultad de Filosofía y Letras, siguiendo a dos profesores de la carrera de filosofía que persiguen un mismo objetivo; convertirse en jefe de cátedra. Además, el film cuenta con una aparición especial de Lali Espósito.
En múltiples escenas de la película se puede ver el exterior y el interior del edificio de la facultad como las escaleras y pasillos, junto con el patio y las aulas. La película fue estrenada el 5 de octubre de 2023 y el 30 de septiembre del mismo año en el Festival de Cine de San Sebastián recibió los premios a "Mejor actor" y "Mejor guion".